# Коминтерн (Могилёвская область)
Коминтерн (бел. Камінтэрн) — деревня в составе Полыковичского сельсовета Могилёвского района Могилёвской области Республики Беларусь. Расположена на северо-восточной окраине города Могилёва.

## История
Деревня основана в начале 1920-х годов, изначально как посёлок в котором было создано коллективное хозяйство «Коминтерн» (в 1926 году в нём было 40 членов). В 1929 году коллективное хозяйство было преобразовано в колхоз «Коминтерн», также была названа и деревня. В 1932 году в деревне появилось электрическое освещение. В 1940 году в колхозе было 3 животноводческие фермы. Во время Великой Отечественной войны с июля 1941 года по 28 июня 1944 года Коминтерн был оккупирован немецкими войсками. В 1990 году 141 двор и 418 жителей, в составе колхоза «Коминтерн» (центр в деревне Николаевка 2). Здесь размещались: ферма крупного рогатого скота, полеводческая бригада, государственный сортовой участок, работал фельдшерско-акушерский пункт, средняя школа, клуб, библиотека, отделение связи, детский сад, магазин и столовая.